# Sybrinus simonyi
Sybrinus simonyi är en skalbaggsart som beskrevs av Charles Joseph Gahan 1903. Sybrinus simonyi ingår i släktet Sybrinus och familjen långhorningar. Inga underarter finns listade i Catalogue of Life.